# Březová (okres Beroun)
Březová (německy Bschesowa) je obec v okrese Beroun ve Středočeském kraji, asi 9 km severně od Hořovic. Žije zde 339 obyvatel.

## Historie
První písemná zmínka o obci pochází z roku 1399.

## Obecní správa

### Části obce
- Březová (k. ú. Březová u Hořovic)

K obci patří také Andreska.
Sousedními obcemi sídla jsou Bzová, Točník, Hředle a Broumy.

### Územněsprávní začlenění
Dějiny územněsprávního začleňování zahrnují období od roku 1850 do současnosti. V chronologickém přehledu je uvedena územně administrativní příslušnost obce v roce, kdy ke změně došlo:
- 1850 země česká, kraj Praha, politický i soudní okres Hořovice[4]
- 1855 země česká, kraj Praha, soudní okres Hořovice
- 1868 země česká, politický i soudní okres Hořovice
- 1939 země česká, Oberlandrat Plzeň, politický i soudní okres Hořovice[5]
- 1942 země česká, Oberlandrat Praha, politický okres Beroun, soudní okres Hořovice[6]
- 1945 země česká, správní i soudní okres Hořovice[7]
- 1949 Pražský kraj, okres Hořovice[8]
- 1960 Středočeský kraj, okres Beroun
- 2003 Středočeský kraj, okres Beroun, obec s rozšířenou působností Hořovice

## Společnost

### Rok 1932
V obci Březová (415 obyvatel) byly v roce 1932 evidovány tyto živnosti a obchody: 3 cihelny, šamotové cihly, 2 hostince, kovář, obuvník, pila, řezník, 4 obchody se smíšeným zbožím, trafika.

## Pamětihodnosti
- Kaplička se zvonicí
- Turistická chata Votrubova, Port Igarka – Údolí ticha

## Doprava

### Dopravní síť
Do obce vedou silnice III. třídy. Železniční trať ani stanice či zastávka na území obce nejsou.

### Autobusová doprava 2024
Autobusovou dopravu v obci Březová zajišťuje společnost Arriva Střední Čechy. Obec je součástí Pražské integrované dopravy (PID). V obci se nachází zastávka Březová. Pod obec spadají také zastávky Březová,háj. a Březová,Pod hrází Autobusová linka 528 spojuje Hořovice s Broumy, přičemž projíždí přes Tlustici, Žebrák, Točník, Bzovou, Březovou a Kublov.